# Kattivakkam
Kattivakkam là một thành phố và khu đô thị của quận Thiruvallur thuộc bang Tamil Nadu, Ấn Độ.

## Địa lý
Kattivakkam có vị trí 13°13′B 80°19′Đ / 13,22°B 80,32°Đ Nó có độ cao trung bình là 13 mét (42 feet).

## Nhân khẩu
Theo điều tra dân số năm 2001 của Ấn Độ, Kattivakkam có dân số 32.556 người. Phái nam chiếm 51% tổng số dân và phái nữ chiếm 49%. Kattivakkam có tỷ lệ 71% biết đọc biết viết, cao hơn tỷ lệ trung bình toàn quốc là 59,5%: tỷ lệ cho phái nam là 78%, và tỷ lệ cho phái nữ là 64%. Tại Kattivakkam, 12% dân số nhỏ hơn 6 tuổi.